# Тюрін Денис Олексійович
Денис Олексійович Тюрін (рос. Денис Алексеевич Тюрин; 3 червня 1980, м. Липецьк, СРСР) — російський хокеїст, лівий нападник. 
Вихованець хокейної школи ХК «Липецьк». Виступав за «Лада» (Тольятті), ЦСК ВВС (Самара), «Металург» (Новокузнецьк), «Авангард-2» (Омськ), «Авангард» (Омськ), «Сибір» (Новосибірськ), «Югра» (Ханти-Мансійськ), «Єрмак» (Ангарськ).
У складі національної збірної Росії учасник EHT 2007.